# Асоціація неврологів, психіатрів і наркологів України
«Асоціація неврологів, психіатрів і наркологів України» ― всеукраїнська громадська організація, що об’єднує фахівців системи охорони здоров’я, котрі зайняті науково-дослідною, педагогічною і практичною роботою в галузі неврології, психіатрії, психології, наркології й суміжних дисциплін.
Налічує 14 регіональних осередків і велику кількість індивідуальних членів по всій Україні.

## Загальні положення
Асоціація здійснює свою діяльність відповідно до Конституції України, Закону України «Про громадські об’єднання», інших законодавчих актів, які регулюють діяльність неприбуткових організацій та Статуту Асоціації.
Діяльність Асоціації поширюється на всю територію України.
Штаб-квартира Асоціації знаходиться в ДУ «Інститут неврології, психіатрії та наркології Національної академії медичних наук України» (м. Харків).

## Історичні відомості, керівники та діяльність організації
Заснована організація у 1934 році. На І Українському з’їзді неврологів і психіатрів мала назву «Науково-медичне товариство неврологів і психіатрів України». На ІІ з’їзді неврологів і психіатрів України у 1984 році організацію перейменовано в «Науково-практичне товариство неврологів, психіатрів та наркологів України». На V з’їзді Науково-практичного товариства неврологів, психіатрів та наркологів України у 2017 році організацію перейменовано в ГО «Асоціація неврологів, психіатрів і наркологів України». У різні роки керівниками організації ставали відомі українські вчені в галузі неврології, психіатрії, наркології: Рохлін Л. Д. (1934 – 1948); Маньковський Б. М. (1948 – 1965); Панченко Д. І. (1966 – 1984); Волошин П. В. (1984 – 2021),.
З вересня 1993 року Асоціація спільно з «Інститутом неврології, психіатрії та наркології НАМН України» видає щоквартальний науковий журнал «Український вісник психоневрології».
Дуже важливою рисою Асоціації є її комплексна структура, яка дозволяє підтримувати щільну міждисциплінарну співпрацю між неврологами, психіатрами, наркологами, нейрофізіологами, медичними психологами та іншими фахівцями, а також між науково-дослідними інститутами, профільними кафедрами вищих навчальних закладів та установами практичної охорони здоров’я.
Головними напрямками діяльності Асоціації є всебічне вивчення нервових, психічних та наркологічних захворювань, розвиток підходів та стандартів лікування, впровадження їх у практичну охорону здоров’я, підвищення кваліфікації фахівців та освітні заходи для суспільства, підтримка молодих вчених, реформування системи надання психіатричної допомоги в країні, захист прав пацієнтів та фахівців охорони здоров’я. Асоціація бере активну участь у розробці протоколів надання медичної допомоги, нормативних документів, а також нових законодавчих актів, що стосуються психічного здоров’я.
Асоціація має широкі міжнародні зв’язки і є колективним членом низки провідних світових та європейських професійних асоціацій, у тому числі:
- Всесвітньої психіатричної асоціації (ВПА);
- Європейської психіатричної асоціації (ЄПА);
- Європейської академії неврології (ЄАН);
- Психіатричної асоціації Східної Європи та Балкан (ПАСЄБ);
- Міжнародної асоціації дитячої та підліткової психіатрії та суміжних спеціальностей (МАДППСС).

Асоціація провадить довгострокові спільні проекти, як науково-практичні, так і освітні, у галузі неврології, психіатрії та наркології з провідними фахівцями із зарубіжних країн, зокрема зі Швейцарії, США, Польщі, Великої Британії та ін.
Щорічно Асоціація збирає представників з усіх регіонів України, а також зарубіжних фахівців, на своїх симпозіумах та науково-практичних конференціях, присвячених найактуальнішим проблемам сучасної психоневрології, а кожні 5 років організує Національний конгрес неврологів, психіатрів і наркологів України,.